# Vorovskogo (Krasnodar)
Vorovskogo (del ruso: Воровского) es un jútor del raión de Kushchóvskaya del krai de Krasnodar, en Rusia. Está situado 11 km al norte de Kushchóvskaya y 184 km al norte de Krasnodar, la capital del krai. Tenía 173 habitantes en 2010
Pertenece al municipio Kushchóvskoye.